# ФК „Янтра“ (Габрово)
ФК „Янтра“ е футболен клуб от Габрово, България.
Участва във Втора професионална футболна лига. Клубът е основан през 1919 г. Играе домакинските си мачове на стадион „Христо Ботев“, разполагащ с 12 000 седящи места. Клубните цветове са зелено и бяло.
В своята история клубът се състезава най-често в Б група. Към 2020 г. има общо 38 сезона във втория ешелон. Янтра има и три периода в А група, като е участвал общо 8 сезона в елитното първенство. В последния от тях, през 1993/94, отборът е изваден от шампионата след VII кръг заради опит за подкуп на противникови играчи преди гостуване на Берое. Най-високото класиране на клуба е 8-о място през сезон 1970/71 под името Чардафон-Орловец.

## История

### Ранни години
Клубът е създаден през лятото на 1919 г. под името Футболно дружество „Град Габрово“. Негови учредители са Христо Бобчев, д-р Денчо Недялков, Симеон Костов, Коста Тепавичаров, Никола Вълнаров, Ненчо Димитров, Христофор Негенцов, Христофор Стомоняков, Христо Карафезов, Димитър Попов, Сава Михайлов и братята Иван, Наню и Георги Ненови. Целта на основателите е била чрез заниманията с футболната топка да се облекчи болката от жертвите във войните на габровското гражданство. На 21 септември 1919 г. клубът играе първия си мач срещу тима на Горна Оряховица и печели с 1:0. Съставът на габровци в този двубой е – вратар Сава Михайлов, бекове Иван Нанев, Никола Рашев, халфове Георги Нанев, Симеон Костов, Никола Вълнаров, нападатели – Стоян Нанев, Досю Пеев, Христо Бобчев, Ненчо Димитров и Ненчо Стоянов.
В началото на 1920 г. клубът преминава към гимнастическото дружество „Юнак“, но в средата на годината се отделя и приема името СК Балкан. Няколко месеца по-късно сменя наименованието си на ФК Ото. Името идва от прякора на неговия футболист Спиридон Недевски-Ото. Той в желанието си да му бъде подадена топката викал по игрището „От! От!“ и така това станало нарицателно за отбора. На 15 март 1925 г. клубът приема името Чардафон. Това продължава до 1946 г., когато се обединява със СК Априлов. През 1947 г. всички спортни клубове в града са обединени в ОРПС Априлов.
През 1949 г. във връзка с реорганизацията на спортното движение в България на производствен принцип в града се създават няколко доброволни спортни организации (ДСО) – Динамо, Червено знаме, Торпедо, Строител, Спартак. След отпадането на ДСО през 1956 г. се създава единен градски отбор под името Балкан. През 1962 г. Балкан се разделя на Чардафон и Орловец, като Чардафон остава представителния отбор на Габрово, а Орловец се състезава в зоналните групи. През 1964 г. двете дружества се обединяват под името Чардафон-Орловец.

### Дебютно участие в А група
През сезон 1969/70 Чардафон-Орловец се класира на първо място в Северната Б група, изпреварвайки с 1 точка Спартак (Варна). По този начин за първи път в своята история печели правото да участва в А група. През сезон 1970/71 габровци завършват на 8-о място в елитното първенство, което е най-доброто им постижение в досегашната история. Старши треньор на отбора е Александър Илиев, а в състава личат имената на Георги Харалампиев, Вангел Стаматов, Кирил Жеков, Васил Тачев, Людмил Топузов, Георги Павлов, Руси Пенчев, Петър Христов. Голмайстор на Чардафон по време на кампанията става Йосиф Харалампиев, който бележи 14 попадения.
През следващия сезон 1971/72 отборът е воден от Манол Николов, тъй като Александър Илиев е назначен за треньор на Славия (София). Напускат и водещите играчи Георги Харалампиев и Йосиф Харалампиев. Габровци не успяват да повторят успешното представяне и завършват на последното 18-о място. Една от причините за това обаче е и факта, че на клуба са отнети 6 точки заради провинения. Реализатор №1 по време на сезона с 10 гола става Стефан Влъчков.

### Втори период в елита
След изпадането от А група клубът е преименуван на Янтра. През лятото на 1972 г. за старши треньор е назначен легендата на ЦСКА Иван Колев. В отбора пристига и нападателят Красен Маринов, който впоследствие ще се превърне в легенда на клуба. През сезон 1972/73 габровци доминират в Северната Б група и безапелационно завършват на първо място, а Маринов става голмайстор на втория ешелон с 20 попадения. Така след само един сезон отборът се завръща в елита.
Впоследствие Иван Колев напуска треньорския пост, а мястото му е заето от Лазар Панчев. През 1973/74 Янтра финишира на 12-о място в А група. Красен Маринов бележи 15 гола по време на сезона, а Георги Павлов е реализатор №2 с 8 попадения. През следващата година обаче представянето е далеч по-колебливо. През 1974/75 Янтра постига само 7 победи, печели общо 20 точки и изпада, завършвайки на последното 16-о място.

### Последно участие в А група
През 1989 г. за старши треньор на Янтра е назначен Димитър Алексиев. Под негово ръководство е изграден стабилен тим, в който личат имената на Пламен Илиев, Красимир Ибришимов, Йордан Мурлев, Даниел Яков, Стоян Ацаров, вратарят Борислав Йосифов. През сезон 1989/90 отборът има силни изяви и завършва на 1-во място в Б група. По този начин след 15-годишна пауза Янтра се завръща в елита.
През 1990/91 габровци успяват да се задържат в А група, като завършват на 14-о място, точно над чертата на изпадащите. Голмайстор на Янтра по време на кампанията става Благо Александров с 9 попадения. След края на сезона той е привлечен от Локомотив (София). Напуска и треньорът Алексиев, който поема Славия. Начело на Янтра е назначен Радия Дойчев. През 1991/92 отборът има още по-стабилни изяви в А група и завършва на 9-о място в крайното класиране.
През 1992 г. за старши треньор на Янтра е назначен Пламен Марков. Под негово ръководство габровци за трети пореден сезон се задържат в елита, като финишират на 11-а позиция през сезон 1992/93 и получават правото да бъдат един от представителите на България в летния турнир Интертото. Начело на отбора вече е Михаил Мадански, а в състава личат имената на играчи като Славчо Илиев, Захарин Сабльов, Мартин Кушев, Петър Витанов, Владимир Йонков, вратарят Петко Петков.
Отборът започва неубедително сезон 1993/94 и след първите 7 кръга има само една победа. Предстои гостуване на Берое в Стара Загора. Ден преди него защитникът на Янтра Стефан Бачев е арестуван с 90 000 лева в дома на нападателя на заралии Огнян Радев. Твърди се, че парите били предназначени за подкуп на футболисти на домакините. Габровският клуб е изваден от А група, Бачев е наказан да не играе футбол 2 години, а треньорският лиценз на Михаил Мадански е отнет.

### Трудни години след изваждането от елита
След изваждането от А група клубът се преименува на Чардафон. През следващите четири сезона отборът неизменно се класира в средата на втория ешелон. В този период за габровци играят футболисти като Здравко Лазаров и Владимир Манчев. През треньорския пост отново преминава Пламен Марков, който води тима през сезон 1996/97. След това начело на отбора са Трайко Соколов и Никола Велков. През сезон 1998/99 Чардафон завършва на 13-о място и се свлича до В група. Следват най-тежките години в историята на клуба, в които Янтра трайно се състезава в аматьорския футбол.
През 2002 г. габровци печелят промоция за Б група и се класират на 9-о място през 2002/03, след което обаче се отказват от участие поради липсата на финанси. Следващата им поява във втория ешелон е две години по-късно, но след само един сезон се завръщат при аматьорите. През 2007 г. пак се класират в Б група, но за пореден път не успяват да се утвърдят и отново веднага изпадат. Следват 12 години извън професионалния футбол. В тях Янтра се свлича дори до окръжната група, а през сезон 2015/16 изобщо няма представителен отбор.

### Завръщане в професионалния футбол
Клубът завършва на 1-во място във В група и получава промоция в професионалния футбол за сезон 2020/2021. На 8.8.2020 е първият мач на отбора в Б група срещу Кариана Ерден. Двубоят завършва 1ː0 за Янтра Габрово, а победният гол е вкаран от Петър Казаков.

## Успехи
- Носител на Купата на аматьорската футболна лига през 2002 г.
- 8-о място в А група през 1971 г.
- Четвъртфиналист за Царската купа/Купа на България през - 1939,1942,1971,1981,1990г.
- Първо участие в евротурнирите – Интертото през 1993 г.
  - „Рапид“ (Виена, Австрия) – „Янтра“ (Габрово) 6:0
  - „Янтра“ (Габрово) – „Завиша“ (Бидгошч, Полша) 0:0
  - „Янтра“ (Габрово) – „Халмстад“ БК (Халмщад, Швеция) 0:1
  - „Брьондби“ (Копенхаген, Дания) – „Янтра“ (Габрово) 6:4

- Класиране, Група 1, Купа „Интертото“, 1993 г.

1. „Рапид“ (Виена) 4 3 1 0 14:4 7
2. „Завиша“ (Бидгошч) 4 1 2 1 8:4 4
3. „Халмстад“ БК (Халмстад) 4 2 0 2 3:4 4
4. „Брьондби“ (Копенхаген) 4 2 0 2 11:15 4
5. „Янтра“ (Габрово) 4 0 1 3 4:13 1

- 7 участия в А група.
- 38 участия в Б група.
- Отборът е на 29-о място по точки в А група за всички времена със 7 сезона, 214 мача, 65 победи, 50 равни и 99 загуби при голова разлика 239 – 332.

- В историята на Б група, отборът е на 7-о място след „Бдин“, „Хасково“, „Шумен“, „Академик“ (Свищов), „Добруджа“ и „Светкавица“, като има изиграни 38 сезона.

## Шампионати
- 1996/1997 Б група: 6-о място
- 1997/1998 Б група: 7-о място
- 1998/1999 Б група: 14-о място
- 1999/2000 В група: 11-о място
- 2000/2001 В група: 8-о място
- 2001/2002 В група: 2-ро място
- 2002/2003 Б група: 9-о място
- 2003/2004 В група: 3-то място
- 2004/2005 В група: 1-во място
- 2005/2006 Б група: 13-о място
- 2006/2007 В група: 1-во място
- 2007/2008 Б група: 13-о място
- 2008/2009 В група: 4-то място
- 2009/2010 В група: 10-о място
- 2010/2011 В група: 4-то място
- 2011/2012 В група: 14-то място
- 2012/2013 А ОФГ: 2-ро място
- 2014/2015 А ОФГ: 5-то място
- 2016/2017 А ОФГ: 2-ро място
- 2017/2018 В група: 15-то място
- 2018/2019 А ОФГ: 1-во място
- 2019/2020 В група: 1-во място
- 2020/2021 Б група:

## Настоящ състав
Към 20 август 2020 г.

## Известни футболисти
- Иван Вуцов
- Георги Дерменджиев
- Вангел Стаматов – с 317 мача
- Веско Ганчев
- Красен Маринов – със 105 гола
- Стефан Генов
- Стоян Ацаров
- Йордан Мурлев
- Благо Александров
- Петко Петков
- Руси Петков
- Мартин Кушев
- Петър Витанов
- Бойко Величков
- Здравко Лазаров
- Владимир Манчев
- Илия Карадалиев
- Борислав Йосифов
- Валери Дилов
- Димитър Гюджеменов
- Мариян Германов
- Ивелин Драшков - Доктора
- Красимир Маринов
- Красимир Ибришимов
- Мирослав Иванов
- Виктор Георгиев
- Захарин Сабльов
- Петьо Василев

Голмайстори на отбора: Васил Стаматов, Красимир Маринов.

## Известни треньори
- Красен Маринов
- Тодор Тодоров
- Димитър Алексиев
- Пламен Марков
- Велислав Вуцов
- Стоян Филипов
- Живко Желев
- Цветан Атанасов
- Михаил Мадански
- Николай Илиев - Галибата

- Костадин Ангелов

## Химн на отбора
„Ний носим твойто гордо име
О, Продан Тишков-Чардафон...
И днес, и днес ще победиме
на габровския стадион!
За габровските футболисти
тук всеки връх и стръмен дол
И Янтра, янтърна и бистра -
шумят и пеят: „Урар! Гол!“
Отбор на Габрово – прославен
от минало – за в бъдни дни -
разнеси футболната слава -
непобедим си остани!“

## Контакти
- Телефон: +359-66-808353
- Адрес: ул. „Дебел дял“ №3, стадион „Христо Ботев“, Габрово